# Friedrich von Meyendorff
Friedrich Gottlieb Alexander Kasimir Freiherr von Meyendorff (* 3. August 1839 auf Gut Ramkau (Rankas muiža, Kreis Wenden, Gouvernement Livland, heute: Dorf Ranka, Gemeinde Gulbene); † 22. April 1911 in Alt-Bewershof (Vecbebru muiža, Kreis Riga, heute: Vecbebri, Gemeinde Koknese)) war ein deutsch-baltischer Gutsbesitzer und Politiker.

## Leben
Nach dem Besuch des Gymnasiums in Birkenruh bei Wenden in Livland studierte Friedrich von Meydendorff vom Wintersemester 1858 bis zum Sommersemester 1861 Rechtswissenschaften an der Kaiserlichen Universität Dorpat. Zu Beginn des Studiums wurde er Mitglied der Livonia Dorpat. Zum Wintersemester 1861 wechselte er an die Universität Zürich. Hier gehörte er im Sommersemester 1862 zu den Stiftern der Baltica Zürich. Im Wintersemester 1862 schloss er seine Studien in Zürich mit der Promotion zum Dr. iur. ab.
Nach der Rückkehr in seine livländische Heimat war von Meyendorff Besitzer des Gutes Alt-Bewershof (bei Koknese). Von 1864 bis 1867 war er Sekretär der livländischen Bauernrentenbank in Riga, von 1867 bis 1868 Sekretär des Riga-Wolmarschen Oberkirchenvorsteheramtes, von 1868 bis 1870 stellvertretender livländischer Ritterschaftssekretär, von 1870 bis 1871 Sekretär der Kommission in Bauernsachen, von 1872 bis 1875 Assessor des livländischen Konsistoriums und von 1875 bis 1884 livländischer Ritterschaftssekretär. Von 1884 bis 1908 bekleidete er das Amt des livländischen Landmarschalls. Von 1908 bis 1911 war er livländischer Landrat und von 1909 bis 1911 zugleich Präses des Deutschen Vereins in Livland.

## Auszeichnungen
- Wirklicher Staatsrat
- Hofmeister des kaiserlichen russischen Hofes
- Ehrenmitglied der Gelehrten Estnischen Gesellschaft in Dorpat
- Ehrenphilister der Curonia Dorpat

## Schriften
- Einfluss des jugendlichen Alters auf die strafrechtliche Zurechnung, 1862